# Fiatau Penitala Teo
Sir Fiatau Penitala Teo (ur. 23 lipca 1911 na atolu Funafuti, zm. 25 listopada 1998 tamże) – tuwalski polityk, pierwszy gubernator generalny tego kraju. Swą funkcję pełnił od 1 października 1978 do 1 marca 1986 roku.
Urodził się na atolu Funafuti (według niektórych źródeł na Vaitupu) jako syn Valiego Teo. Uczył się w lokalnych szkołach. W latach 1930–1932 pełnił funkcję nauczyciela (lub zastępcy nauczyciela), zaś w latach 1932–1937 był urzędnikiem i tłumaczem w administracji kolonialnej atolu Funafuti. Pracował później na stanowiskach administracyjnych na Banabie (1937–1942), Tarawie (1943–1944) i na Wyspach Lagunowych (późniejsze Tuvalu) (1944–1958). W latach 1944–1945 odbył służbę wojskową, podczas której został awansowany do stopnia podporucznika. Od 1959 był jednym z wyższych urzędników na Wyspach Lagunowych. Został później pierwszym gubernatorem generalnym niepodległego Tuvalu (gubernator to reprezentant monarchy brytyjskiego w kraju); był nim przez niecałe 8 lat (1978–1986).
Odznaczony Orderem św. Michała i św. Jerzego, Królewskim Królewskim Orderem Wiktoriańskim, Orderem Imperium Brytyjskiego oraz Orderem za Służbę Imperium.